# Rudolf Hardorff
Rudolf Hardorff, né le 8 mars 1816 à Hambourg et mort le 4 octobre 1907 dans la même ville, est un artiste peintre allemand.

## Biographie
Né le 8 mars 1816 à Hambourg, il est le fils et l'élève de Gerdt Hardorff. Il s'est rendu en Angleterre et aux Pays-Bas. Ses travaux œuvres clés sont Vues de la Tamise et dans le Musée Sprengel à Hanovre, Le sauvetage.
Rudolf Hardorff est mort le 4 octobre 1907 dans sa ville natale.